# أغوف أبيلدورن
نادي أغوف أبيلدورن لكرة القدم (بالفرنسية: Alleen Gezamenlijk Oefenen Voert Verder Apeldoorn) نادي كرة قدم هولندي يلعب في الدوري الهولندي الممتاز. تم تأسيس النادي في سنة 1913 .